# Arizona Dream
Arizona Dream (prt: Arizona Dream; bra: Arizona Dream - Um Sonho Americano) é um filme franco-estadunidense de 1993, do gênero comédia dramático-romântica, dirigido por Emir Kusturica.

## Sinopse
O funcionário público e aficionado por peixes Axel Blackmar (Johnny Depp) é obrigado a se mudar de Nova Iorque para o Arizona, para cuidar dos negócios da família, a pedido do tio, Leo Sweetie (Jerry Lewis), que iria se casar com uma mulher bem mais nova.

## Elenco
- Johnny Depp, Axel Blackmar
- Jerry Lewis, Leo Sweetie
- Faye Dunaway, Elaine Stalker
- Lili Taylor, Grace Stalker
- Vincent Gallo, Paul Leger
- Paulina Porizkova, Millie
- Michael J. Pollard, Paul
- Candyce Mason, Blache
- Alexia Rane, Angie
- Polly Noonan, Betty
- Ann Schulman, Carla

## Prêmios e indicações
Festival de Berlim 1993
- Venceu
  - Urso de Prata - Grand Prix do Júri[3]